# Daniel Krämer
Daniel Krämer, född 1673 i Västervik, Kalmar län, död 17 juli 1733 i Horns församling, Östergötlands län, var en svensk präst.

## Biografi
Daniel Krämer föddes 1673 i Västervik och döptes 5 juni samma år. Han var son till hattmakaren Petter Krämer och Katarina Markusdotter. Krämer blev 1692 student vid Uppsala universitet och promoverades 1703 till filosofie magister. Han blev 1707 rektor vid Västerviks trivialskola och prästvigdes 24 augusti 1710. Krämer blev 1715 kyrkoherde i Horns församling och var 1721 predikant vid prästmötet. Han blev 8 november 1732 kontraktsprost i Kinds kontrakt. Krämer avled 1733 i Horns socken.

### Familj
Krämer gifte sig 13 november 1707 med Margareta Dickman (född 1683), dotter till rådmannen Johan Dickman i Västervik och Margareta Bauman. De fick tillsammans barnen Kristina Krämer (1708–1708), Margareta Krämer (1710–1752) som var gift med godsägaren Johan Olofsson på Blankaholm i Hjorteds socken och Elsa Katarina Krämer (född 1714) som var gift med kyrkoherden Lars Wrangel i Risinge församling.